# Бороано (конфедерация)
Бороано (бороа) — группа племён мапуче, которые мигрировали из Араукании в регион Пампас. Их вождества образовывали федерацию под командованием единого лидера. Группа мапуче, происходящая из Бороа (или Вороа) в Араукании, известна как бороанос, борогас или бороганос (в любом из трех случаев они также встречаются в библиографии с буквой v). Их родиной была территория нынешнего Чили, простирающаяся между реками Каутин и Тольтен, недалеко от Ла-Империала. Его название происходит от ручья Ворохуэ (от мапудунгунского Форове, «место, где есть кости», хотя по некоторым версиям эти «кости» были колосьями кукурузы).

## История
Во время фазы Чилийской войны за независимость (1819—1821) большинство бороано сражались на стороне роялистов во главе с вождем Курикео, но другие воевали на стороне «патриотов» (сторонников независимости). С 1818 года они начали совершать набеги на восток от горного хребта Анд, достигнув нынешней провинции Буэнос-Айрес в Аргентине, где присоединились к чилийскому генералу Хосе Мигелю Каррере, пока он не был разбит 30 августа 1821 года в Пунта-дель-Медано войсками полковника Хосе Альбино Гутьерреса.
Около 1823 года они начали селиться в Салинас-Грандес, Гуамини и в Сьерра-де-ла-Вентана. Они заключили союз с племенем пеуэнче и роялистской группой братьев Пинчейра под руководством вождя племени ранкелей Пабло Левенопаной. В 1827 году эти группы были выселены из долин Неукена чилийскими патриотами и их союзниками мапуче, которые двинулись на северо-восток, напав на Кармен-де-Патагонес и аргентинский защитный форт (в августе 1828 года). Преемником Ранкеля Пабло Левенопана на посту командующего стал бороа Хуан Игнасио Каньюкир (Канюкуис, Каньюкир или Каньикир). Затем бороано начали дистанцироваться от Пинчейрас и попытались присоединиться к восстанию Хуана Гало Лавалье, но Хуан Мануэль де Росас вступил с ними в переговоры, предотвратив это. Он сделал это через жену (Луису) вождя Каньюкира, которую содержали в плену на его ранчо в Лос-Серрильос.
Бороано к востоку от Анд образовали союз, управляемый советом из шести главных касиков: Каньюльян, Мелин, Алун, Гауйкиль и Мариано Рондо, а также Каньюкир, от которого зависели двадцать других второстепенных касиков.

## Отношения с Хуаном Мануэлем де Росасом
Во время правления губернатора Хуана Хосе Вьамонте в провинции Буэнос-Айрес Хуан Мануэль де Росас был главнокомандующим кампании и в середине 1829 года он отправил бывшего пленника Эухенио дель Бусто в поселения бороано, взяв с собой жену Каньюкира, чтобы отдалить их от союза с братьями Пинчейра, одновременно ведя переговоры с вождем пеуэнче Мартином Ториано (бывшим союзником пинчейры) о формировании отряда мапуче для нападения на бороано из Чили. Капитан Зунига и другие офицеры представляли Пинчейру в лагере бороа.
В феврале 1829 года, когда произошло восстание унитарианцев под руководством Хуана Лавалье, командующий Аргентинского защитного форта подполковник Морель присоединился к нему и попытался направиться к форту Индепенденсия с корпусом кирасир, вспомогательными войсками Венансио Коньоепана и бороа. Достигнув ручья Напоста-Гранде, произошло проросистское восстание коренных жителей под предводительством Мореля, во время которого погиб Морель и 50 кирасиров.
В начале 1830 года бороа попытались захватить Салинас-Грандес, дважды напав на пампасов, которые доминировали над ними в конце того же года. Они обратились за помощью в Аргентинский защитный форт, командир которой защищал тех, кто укрылся поблизости. Побежденные были истреблены, а выжившие присоединились к бороано или подчинились правительству.
В сентябре 1830 года делегация бороа отправилась в Буэнос-Айрес и подписала мирный договор со своими врагами-горцами Хуаном Катриэлем, Качулем, а также с Росасом и Коньоепаном, а затем столкнулась с группой мапуче (в которой участвовали Кальфукура и его старший сын Намункура), которые проигнорировали соглашения бороано с Росасом.
14 декабря 1830 года они договорились о союзе с Янкетрусом, вождем уильиче из Араукании, который был заключен среди ранкелей Южной Кордовы в 1828 году. Соглашение было заключено в районе Чильюэ (ныне Валье-Архентино в провинции Ла-Пампа), в котором приняли участие 26 вождей бороа, 19 вождей ранкелей со стороны Янкетруса и 9 вождей ранкелей со стороны Пабло Левенопана. Все они придерживались союза бороано с Росасом и начали операции против отрядов Пинчейра на юге провинций Сан-Луис и Мендоса. Соглашение было доставлено в Буэнос-Айрес вождем Каниулланом в январе 1831 года.
19 августа 1831 года вожди племени бороано Каньюкир, Рондеао, Каньюльян, Мелин и Уиркан вместе с Янкетрусом с 1200 индейцами осадили Рио-Куарто и угнали скот с близлежащих ранчо, используя в качестве предлога то, что они действуют против унитарианцев Кордовы, хотя эта провинция уже находилась во власти федералистов. Они действовали мирно и отправили в Росас двенадцать унитарианцев, нашедших убежище в рядах Янкетруса (среди них бывший губернатор Сан-Луиса полковник Луис Видела и подполковник Куадра). По-видимому, они действовали таким образом, руководствуясь слухами о разрыве союза с Росасом и всеобщем нападении на них. Действия Рио Куарто привели к разрыву союза Янкетруса с бороано и сторннокиами Хуана Мануэля де Росаса, и в октябре 1831 года Янкетрус приветствовал группу унитарианцев во главе с Мануэлем Байгоррией.
Во время правления губернатора Хуана Рамона Балькарсе в Буэнос-Айресе в 1833—1834 годах в Пампасах и северной Патагонии проводилась военная кампания против местных индейцев, известная как «Кампании Росаса», в которой участвовали три колонны. Хуан Мануэль де Росас считал вождей бороано союзниками, которые сохраняли нейтралитет во время кампании. В конце апреля 1833 года Росас провел в Напосте переговоры с Каньюкиром, который прибыл с этой целью из горного хребта Гуамини. Мануэль Дельгадо остался со своим отрядом из 200 драгун, охраняя передвижения около 3000 бороано из Каньюкира, Рондо и Мелина (Мелингуэо) в Салинас-Грандес.
Однако по окончании операции Хуан Мануэль де Росас потребовал от них выдать пленников вместе с угнанным скотом, что они отказались сделать. Он отправил генерала Корвалана принять первую партию пленных, а остальных после ультиматума отправил в Аргентинский защитный форт под конвоем войск Дельгадо.

## Кальфукура
Действия Рио Куарто и его отказ вернуть украденный скот в конечном итоге омрачили его отношения с Хуаном Мануэлем де Росасом, поэтому последний подтолкнул Кальфукуру к противостоянию. 9 сентября 1834 года (существует также дата 13 августа 1834 года, когда отмечался праздник) караван из примерно 200 индейцев мапуче из Чили во главе с Кальфукурой прибыл в Масалье (недалеко от лагуны Эпекуэн) под предлогом проведения ежегодной торговой встречи с бороано. Кальфукура предупредил вождя Рондо, что он везет с собой большое количество товаров для торговли с ними. Кальфукура устроил там резню среди бороано, которые ждали их безоружными, убив тысячу из них, среди которых были вожди Рондо, Мелин, Алун и Кальвукирке, хотя Игнасио Коликео удалось бежать.
Бороа отреагировали при помощи войск Аргентинской защитной крепости и их местных вспомогательных войск под командованием Венансио Коньоепана, заставив Кальфукуру бежать по дороге Чалилео.

## Последствия
После событий в Масалье большинство бороано разошлись: трое сыновей убитого вождя Мариано Рондо поселились недалеко от форта 25 мая, где они сформировали новую группу во главе с вождем Франсиско Рондо (которой по сей день управляют его преемники). Каньюкир остался в Масалье, а другие отправились в Тапальке.
Каньюкир планировал вторжение, и группа солдат подверглась нападению, поэтому полковник Франсиско Соса возглавил два наступления против них с гарнизоном Бланденге Аргентинской защитной крепости (22 марта и 26 апреля 1836 года) и их местными вспомогательными войсками из Коньоепана (200 человек) и Мелигура (270 человек), разбив их в тольдериях Каньюкира в ручье Пескадо и в Ланкилью или Лонгаге (недалеко от нынешнего города 9 июля), убив 650 бороано (среди них Каньюкир), взяв 900 пленных, спасая скот и пленных. По возвращении в крепость около 800 союзных вспомогательных войск подняли восстание, убили всех христиан, которых нашли, включая двух офицеров и 70 солдат, и захватили Венансио Коньоепана.
С этого момента выжившие группы бороано рассеялись, за исключением группы из Коликео, которая после нескольких принудительных переселений в настоящее время находится в Лос-Тольдос, и группы из Рондо, которая располагалась в нынешней Партидо 25 мая.
В середине 1837 года вождь племени бороа Раилеф из Араукании совершил набег с 2000 воинов с целью нападения на Кальфукуру и отомстить за резню бороано, учиненную им в Масалле. Он отклонился от своей цели и напал на крепость аргентинского протектората, а также угнал 100 000 голов скота. Кальфукура атаковал их в местечке Кинтуко — на берегу реки Агрио, в нынешней провинции Неукен, — убив вождя Раилефа и более 500 воинов.